# جمشيد نصيري
جمشيد نصيري (بالفارسية: جمشید نصیری) هو مدرب كرة قدم ولاعب كرة قدم إيراني في مركز الهجوم، ولد في 23 فبراير 1959 في مدينة المحمرة في إيران. لعب مع نادي إيست بنغال ونادي محمدان.

## وصلات خارجية
- جمشيد نصيري على موقع الاتحاد الدولي (مؤرشف)  (الإنجليزية)